# Jarl Stenbock
Jarl  Olofsson Stenbock, född den 10 juni 1940 i Helsingfors, död den 11 juli 2018 i Kyrkslätt i landskapet Nyland, var en finlandssvensk greve, civilekonom och godsägare.

## Biografi
Fram till pensioneringen 2005 hade Jarl Stenbock, utbildad civilekonom, ett företag specialiserat på marknadsundersökningar. Stenbock blev 2007, vid 67 års ålder, huvudman för den svenska grevliga ätten Stenbock.  Jarl Stenbock ärvde då också godset Herrborum. 

### Kolk i Estland
Via en stiftelse, förvaltad av den finländska familjen Stenbock, var Jarl Stenbock sedan 1993 ägare till det 55 000 hektar stora godset Kolk (estniska: Kolga) i orten Kolga i Kuusalu kommun i Harjumaa i Estland, 50 kilometer utanför Tallinn. Herrgården används, efter en renovering efter att ockupationsåren satt djupa spår, som har dokumenterats i film från SVT Kanal 1, i maj 1995, idag för hotell- och restaurangrörelse.

### Herrborum
Jarl Stenbock ärvde också godset Herrborum, inklusive Eknöns naturreservat, av faderns kusin greve Magnus Stenbock. Fastigheten, omfattande cirka 2000 hektar, värderades 2007 till omkring 80 miljoner kronor, med ett taxerat värde till drygt 40 miljoner kronor.
Jarl Stenbock och hans dotter Solveig Stenbock förvaltade Herrborum på distans från Helsingfors. 2008 såldes alla torp som ingick i godset samt all värdefull lösegendom på auktioner. Efter att skog avverkats, och jordarrendatorer sagts upp, ansökte förvaltaren om att få avstycka havsnära tomter vid Gropviken vid i Östersjön, på vägen ut till Tyrislöt.  Förvaltandet av Magnus Stenbocks arv fick kritik. Det har sagts att säteriet och tillhörande byggnader förföll. De boende i området ville 2012 att kommunen skulle agera. Detta gjordes och ägaren tvingades underhålla fastigheterna. Herrborum såldes 2012 till hästuppfödaren John Kreuger.

## Familj
Jarl Stenbock var gift med Synnöve Stenbock och hade tre barn, två döttrar och en son, Anders Stenbock.